# Danilo Heredia
Alberto Danilo Heredia Mijares (* 26. September 1926; † unbekannt) war ein venezolanischer Radrennfahrer.

## Sportliche Laufbahn
Heredia war im Bahnradsport aktiv und Teilnehmer der Olympischen Sommerspiele 1952 in Helsinki. Der Bahnvierer aus Venezuela wurde mit Luis Toro, Danilo Heredia, Andoni Ituarte und Ramón Echegaray in der Mannschaftsverfolgung auf dem 20. Platz klassiert.
Über sein weiteres Leben und seine sportlichen Erfolge ist nichts bekannt.